# Gwynllyw
Gwynllyw ou Gunlyu Milwr est un souverain du Glywysing qui règne vers la décennie 520.

## Biographie
Gwynllyw ou Gunlyu est le fils du roi Glywys le fondateur éponyme du royaume de Glywysing qui s'étendait vers l'est jusqu'au fleuve Towy. Il est réputé être un descendant de Macsen Wledig selon certains récits sa mère Guaul est une petite-fille de Cunedda. 
À la mort de Glywys le royaume est partagé entre ses fils:  Gwynllyw l’aîné et le plus puissant, devient le souverain principal vis-à-vis de ses frères. La région centrale constituée par le  cantref Gwynllwg (en) lui doit son nom et est connue en anglais sous celui de Wentloog. Un des frères de  Gwynllyw est saint Petroc, un important saint de  Cornouailles, et de Bretagne insulaire  patron du Devon. Gwynllyw laisse également le souvenir d'avoir été un saint  sans doute lors de sa vieillesse car son surnom « Milwr » signifie le « Guerrier »  et témoigne de ses combats sans  doute contre les Irlandais en Demetia et contre les Saxons
Il est envisageable que Gwynllyw ait participé à la célèbre bataille du mont Badon évoquée par Gildas le Sage qui fut suivie d'une période de paix relative. Gwynllyw épouse Gladys sans doute une des plus jeunes filles  de Brychan car Ceredig le grand-père maternel de Gwynllys est également réputé avoir épousé une autre fille de Brychan ! Le couple a trois ou quatre enfants dont l'ainé Cadoc est l'un des saints les plus connus du pays de Galles. Selon la tradition, c'est lui qui admoneste son père pour qu'il abandonne sa vie de violence et les affaires du monde pour devenir un ermite.
Le roi Gwynllyw décide d'écouter son fils. C'est alors qu'il fait un rêve dans lequel un ange lui parle avec la vision d'un bœuf blanc ayant une tache noire sur le haut de la tête. Au matin, quand il s'éloigne de chez lui, Gwynllyw est saisi lorsqu'il remarque le même bœuf sur la colline Stow (Stow Hill). Appréciant le message, il comprend que c'est désormais là qu'il doit être. Avec son épouse Gladys, ils débutent une vie d'ermite. Priant pour avoir de l'eau, il découvre une fontaine miraculeuse. Et leur vie devient tout autre, se recueillant, jeûnant ou mangeant peu en régime végétarien, et se baignant dans les eaux froides de la rivière Usk pour prouver leur piété et leur repentir.  
Puis Gwynllyw commence à construire un petit ermitage en bois non loin de la future cathédrale. Il déclara à propos de l'endroit : « Il n'y a pas de retraite dans le monde aussi agréable que cet espace où je vis désormais. Heureux donc est ce lieu, et plus heureux encore celui qui l'habite ». Au bout d'un certain temps, les époux préfèrent tout de même s'éloigner l'un de l'autre afin de préserver leur nouvelle qualité de vie. 
La décision d'abandonner la royauté et de se retirer dans une vie religieuse semble avoir été un thème commun parmi les saints gallois. Même leur passé plus ou moins violent n'était pas inhabituel, comme pour saint Iltud, entre autres.   
Lorsque Gwynllyw meurt il est entouré de son fils Cadoc et de Dubrice de Llandaf, qui lui administrent les derniers sacrements. la date traditionnelle de sa mort est fixée au 29 mars, date de sa fête. L'année de son décès reste incertaine, les années  500 et 523 ont été proposées. Après sa mort son ermitage  devient un lieu de pèlerinage et une église y est ensuite bâtie. C'est l'actuelle
cathédrale St Woolos de Newport, siège de l'évêché de Monmouth. Au IXe siècle, l'église de Gwynllyw est reconstruite en pierres, ce qui souligne l'importance de son culte, car les constructions en pierres sont rares dans le pays de Galles à cette époque. Une partie de ces bâtiments est actuellement incorporée à la cathédrale St. Woolos. Le nom Woolos, qui d'après le Livre des saints gallois, serait l'anglicisation approximative pour dire "la cathédrale de Gwynllyw".

## Sources
- (en) Peter Bartrum, A Welsh classical dictionary: people in history and legend up to about A.D. 1000, Aberystwyth, National Library of Wales, 1993 (ISBN 9780907158738), p. 403-405 Gwynllyw ap Glywys. (460)
- (en) Timothy Venning, The Kings & Queens of Wales, Mill Brimscombe Port Stroud, Amberley Publishing, 2013, 223 p. (ISBN 9781445615776), p. 172-174 Rulers of Glywysng or Glevisseg